# Mediterraneibacter faecis
Mediterraneibacter faecis es una bacteria grampositiva del género Mediterraneibacter. Fue descrita en el año 2019. Su etimología hace referencia a heces. Anteriormente conocida como Ruminococcus faecis. Es inmóvil. Tiene un tamaño de 1 μm de ancho por 1,5 μm de largo. Suele crecer formando cadenas. Forma colonias blancas y circulares. Temperatura óptima de crecimiento de 37 °C. Se ha aislado de heces humanas. 